# Chremia ciligera
Chremia ciligera är en tvåvingeart som beskrevs av Robineau-desvoidy 1863. Chremia ciligera ingår i släktet Chremia och familjen parasitflugor.
Artens utbredningsområde är Frankrike. Inga underarter finns listade i Catalogue of Life.